# Hidasgyík

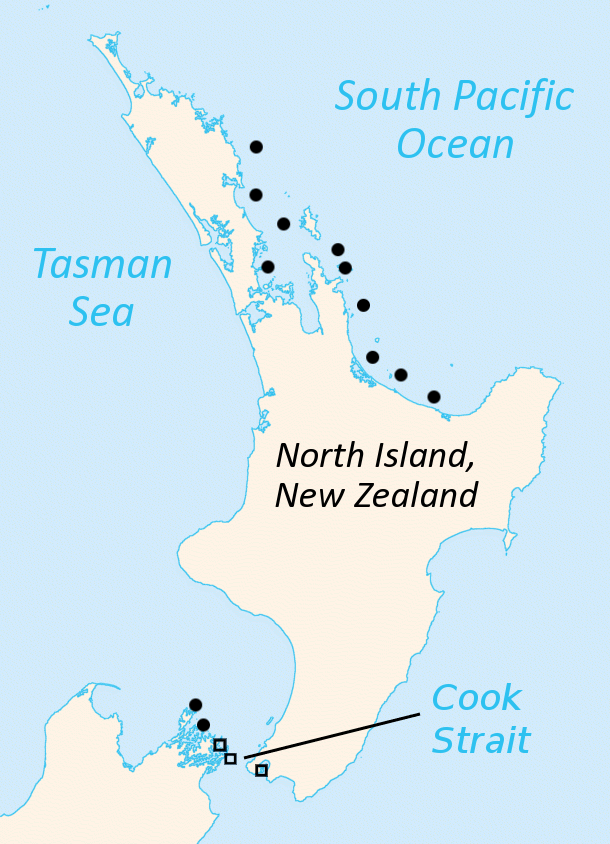
A két hidasgyík-faj jelenlegi elterjedése. A körök az Északi-szigeti tuatarát, a négyzetek a Brothers Island-i tuatarát jelölik.

A hidasgyík vagy tuatara (Sphenodon punctatus) a hüllők osztályába, a felemásgyíkok (Sphenodontia vagy Rhynchocephalia) rendjébe és a hidasgyíkfélék (Sphenodontidae) családjába tartozó, Új-Zélandon őshonos faj. Maori nyelven a neve tuatara. Típusalfaja a S. punctatus punctatus, 
A Cook-szoros egyik szigetén (North Brother Island) egy másik hidasgyíkalfaj, a Brother-szigeti hidasgyík (Sphenodon punctatus guntheri) él. Egy második faj, a Sphenodon diversum csak kövületekből ismert. Csak ez a faj él ma a Sphenodontiából.

## Elterjedése
Új-Zéland északi partjainál, valamint a Cook-szoros szigetein honos. Jelenleg 32 apró védett szigeten élnek. Wellingtonban 2005-ben létesítették a 250 hektáros Karori-rezervátumot az őshonos madarak, rovarok és egyéb állatok védelmezésére és tenyésztésére.
2016 januárjában a Chester Zoo bejelentette, hogy őshazáján, Új-Zélandon kívül először sikerült fogságban szaporítani a tuatarát.

## Megjelenése
Az idős hímek teste a 75 cm hosszúságot is elérheti, de átlagos testhossza nem haladja meg a fél métert. Pikkelyekből álló taraj van a háti oldalon. Szabadon álló hasi bordái is vannak, amelyek nem érintkeznek a gerincoszloppal. Ez a dinoszauruszokra jellemző sajátosság. Megfigyelések szerint 35 év körül élnek a vadonban, de sokkal tovább, akár több mint 100 évet is fogságban.
Érdekessége a „fejtetői szem” (a tobozszem), amely a feje tetején helyezkedik el, félúton a két igazi szem között.
Amikor a fiatal tuatara kikel, furcsa „csőrt” visel az orra hegyén (ezzel vágja fel a pergamenszerű tojáshéjat), és a feje búbján világosan látható a tobozszem. Fedetlen folt ez, amit virágszirmokhoz hasonlóan pikkelyek vesznek körül sugarasan. A pikkelyek fokozatosan benövik ezt a szemet, és mire az állat felnő, a folt már nem látható. Sok kísérlettel próbálták megállapítani, hogy használja-e valamire a tuatara ezt a szemet (különféle hullámhosszúságú elektromágneses sugarakat bocsátottak rá, köztük hősugárzást is), de a „szem” funkciója azóta is rejtély a kutatók számára.

## Rendszertani helye

A ma élő pikkelyes hüllők kladogramja (1. hidasgyíkok, 2. gyíkok, 3. kígyók, 4. krokodilok, 5. madarak).
Jól látható, hogy a „gyíkok” csoportja polifiletikus. Az ágak hossza az ábrán nem arányos a elágazások idejével, csak azok sorrendjét szemlélteti.

## Életmódja
A felnőtt állat szárazföldi és éjjeli életmódot folytat, bár gyakran sütkérezik a napon, hogy felmelegítse a testét. A fiatal egyedek a fák és kövek alatt bújnak meg és nappal aktívak valószínűleg azért, mivel a felnőtt fajtársaik hajlamosak a kannibalizmusra. A hidasgyík más hüllőkhöz képest jóval hidegebb hőmérsékletet is képes elviselni, ugyanakkor téli álmot alszik. Aktív marad még 5 °C-os hőmérsékleten is, addig a 28 °C feletti hőmérséklet már végzetes a számára. A tuatara optimális testhőmérsékete 16-21 °C, ami a legalacsonyabb az összes ismert hüllő közül. Testhőmérséklete más hüllőfajokéhoz képest alacsonyabb, egy nap során átlag 5,2–11,2 °C, míg általában a hüllők napi testhője 20 °C körül mozog. Alacsonyabb testhője révén lassú az anyagcseréje.
Fészkelési időszakban a különböző viharmadárfélék egy szigeten osztoznak a tuatarával. A hüllők a madarak által vájt odúban találnak menedékre vagy pedig maguknak ásnak egy saját „lakosztályt”. A tengeri madarak ürüléke segít fenntartani az ízeltlábúak populációit, amelyek a hidasgyík táplálékának jelentős részét teszik ki; ezek lehetnek bogarak, tücskök és pókok. Ugyanakkor ehet még békát, gyíkot, madártojást és -fiókákat. Teljes sötétségben semmilyen táplálkozási kísérletet nem figyeltek meg. A tengeri madarak tojásai és fiókái, mint szezonális táplálékforrások, jótékony zsírsavakat biztosítanak a hidasgyík számára. Mind a hím, mind a nőstény territoriális, a betolakodóval szemben fenyegetően viselkednek, sőt meg is haraphatják. A harapása súlyos sérülést okozhat. A hidasgyík harap, ha megközelítik és a lehetséges támadót nem engedi el egykönnyen.

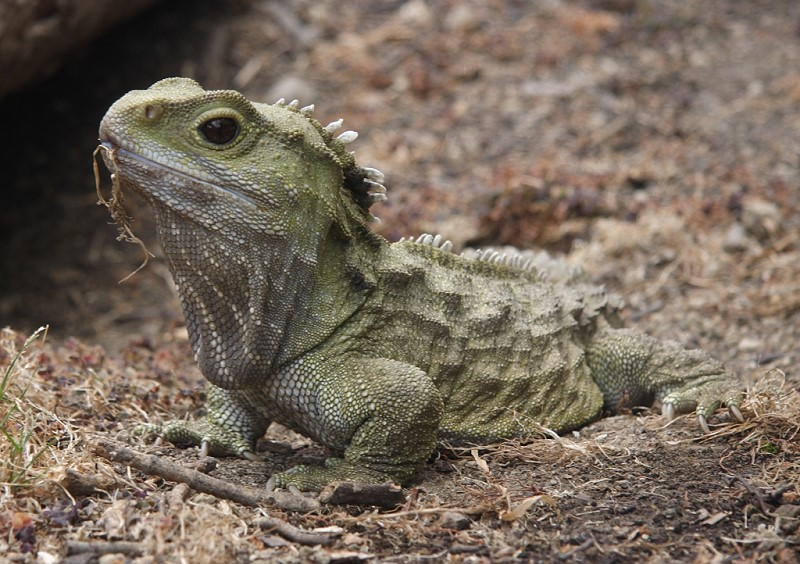
Portré

## Fordítás
- Ez a szócikk részben vagy egészben  a   Tuatara című angol Wikipédia-szócikk fordításán alapul.  Az eredeti cikk szerkesztőit annak laptörténete sorolja fel. Ez a jelzés csupán a megfogalmazás eredetét és a szerzői jogokat jelzi, nem szolgál a cikkben szereplő információk forrásmegjelöléseként.